# La Roche-Chalais
La Roche-Chalais är en kommun i departementet Dordogne i regionen Nouvelle-Aquitaine i sydvästra Frankrike. Kommunen ligger i kantonen Saint-Aulaye som tillhör arrondissementet Périgueux. År 2022 hade La Roche-Chalais 3 023 invånare.

## Befolkningsutveckling
Antalet invånare i kommunen La Roche-Chalais
Referens:INSEE